# スパイダーマン:ホームカミング
『スパイダーマン: ホームカミング』（原題: Spider-Man: Homecoming）は、マーベル・コミックのスーパーヒーロー「スパイダーマン」をベースとした、2017年のアメリカ合衆国のスーパーヒーロー映画。監督はジョン・ワッツ、主演はトム・ホランド。スパイダーマンの実写映画の2度目のリブートであり、「マーベル・シネマティック・ユニバース」（MCU）の第16作目である。

## 概要
『スパイダーマン』の実写映画作品としては、過去にサム・ライミによる三部作、マーク・ウェブによるリブートシリーズ『アメイジング・スパイダーマン』シリーズの計5作が製作・公開されていた。
その中で、2015年2月9日にソニー・ピクチャーズ エンタテインメントとマーベル・スタジオとのパートナーシップ締結が発表され、『スパイダーマン』のキャラクターを「マーベル・シネマティック・ユニバース」（MCU）とシェアする事が決定。当時ソニーが続編・スピンオフを企画していた『アメイジング・スパイダーマン』シリーズに代わり、MCU内での新シリーズとして再リブートすることとなった。
また、それに伴い2016年公開のMCU作品『シビル・ウォー/キャプテン・アメリカ』には、本作主演のトム・ホランド演じるスパイダーマンが単独主演映画の公開に先行してゲスト登場。本作の物語はその直後から始まることから、原作や以前の2つの実写映画シリーズで描かれたスパイダーマン誕生の起源となる出来事（特殊なクモに噛まれた影響で超人的能力を得たことやベンおじさんの死）については詳細には語られていない。
副題の「ホームカミング（Homecoming）」は「帰郷」を意味する英単語であり、作中でも開かれるアメリカの高校で卒業生を招いて開催される学内パーティの名称でもある。また、それと同時にMCU始動（2008年）後もMCUと別の世界観で製作されていたスパイダーマンの実写映画が「ホームであるMCUに帰って来た」というダブル・ミーニングも込められている。
MCUに属する作品として初のソニー・ピクチャーズ配給作品でもある（MCUの多くはウォルト・ディズニー・スタジオ・モーション・ピクチャーズ配給による）。

## あらすじ
ニューヨークでのアベンジャーズとチタウリの戦いの後、瓦礫撤去を任されていたエイドリアン・トゥームスは、トニー・スタークと政府が設立したダメージコントロール局（損害統制局）によって職を奪われてしまう。行き詰まったトゥームスは政府に未提出だったチタウリの残骸を再利用してハイテク兵器を作り、密売することで利益を得ようと思いつく。
それから8年後、クイーンズに住む高校生のピーター・パーカーはアベンジャーズの内乱の際にトニーに見出される。ピーターはトニーに大きな活動領域こそ認められなかったが、彼によって開発されたスーツを貰う。片思い相手であるリズも所属するアカデミック・デカスロン（学力コンテスト）の部活動参加を疎かにする一方で、ピーターは「親愛なる隣人」スパイダーマンとして、街の犯罪行為を阻止するための活動に勤しんでいた。
ピーターはアベンジャーズへの参加など、ヒーローとしての大きな活躍を願っていたが、お目付け役のハッピー・ホーガンからはメールや電話の返事すら貰えない。そんなある日、街で見たことのないようなハイテク兵器を使うATM強盗団に遭遇。ハイテク兵器に苦戦しつつも強盗団を撃退したその帰り、自室に忍び込んでいた親友のネッド・リーズにスパイダーマンであることがバレてしまう。翌日、成り行きからリズのパーティーに参加することになったが、パーティ会場にて不自然な発光を目にして現場に直行。そこではトゥームスの部下たちによるハイテク兵器密売が行われていた。犯人たちを捕らえようと追跡するピーターであったが、バルチャーとして飛来したトゥームスに阻止された挙句、上空から落とされてしまいスーツに備えられていたパラシュートに絡まりながら湖に落水、トニーに遠隔操作されたアイアンマン マーク47に救出される。事態の収拾を訴えても聞く耳を持たないトニーに対してピーターはさらに不満を募らせる。一方、これまで順調だった兵器密売を邪魔されたトゥームスはスパイダーマンに対し殺意を抱き始めていた。
その翌日、追跡中にトゥームスの部下たちが落とした紫色の結晶をピーターとネッドが学校で調べていたところ、トゥームスの部下たちが結晶を探しに訪れる。彼らに発信器をつけたピーターは、ワシントンD.C.で行われる学力大会にかこつけて、バルチャーたちを捕まえることを計画する。ワシントンでの夜、こっそりホテルを抜け出してバルチャーたちを追跡したピーターは、彼らがダメージコントロール局の運搬資材を奪うことは阻止したものの、ダメージコントロール局の倉庫に閉じ込められてしまう。その中で結晶に爆発の危険性があると知ったピーターは何とか倉庫から脱出し、慌ててワシントンに戻る。しかし、ネッドが携行していた結晶はX線を浴びたことによりワシントン記念塔内で爆発、彼らの乗るエレベーターは破損しあわや大惨事となる。間一髪で駆けつけたピーターはスパイダースーツに秘められた機能を駆使して学友たちを救うのであった。
学生を助けたヒーローとしてスパイダーマンが学内の人気者となったことに喜ぶピーターは、なおも功績を上げようと、バルチャーたちの取引現場を直接押さえようとする。しかしバルチャーとの戦闘の余波で取引場所であったフェリーが半壊、危機に陥ったピーターをアイアンマンスーツを装着したトニーが助ける。トニーは、独断専行の結果、自らと人々の命を危険にさらしたピーターからスパイダースーツを没収する。
トニーに見捨てられたピーターは学校生活に専念することを決め、リズをホームカミング・パーティーのパートナーに誘う。パーティ当日の夜、リズの家を訪れたピーターを迎え入れたのは何とトゥームスであった。バルチャーの正体がリズの父親であったことに狼狽えるピーターを尻目に、トゥームスはピーターとリズとの会話からピーターがスパイダーマンであることを看破し、これ以上商売の邪魔するようなら大切な人を殺すと脅迫する。一時は首肯したピーターだったが、トゥームスを止めるため学校に隠してあったホームメイド・スーツを着用し、再びヒーローとして出動。ネッドの協力で二代目ショッカーを撃退、トゥームスの居場所を突き止める。
隠れ家の倉庫にて再会するピーターとトゥームス。純粋な正義を訴えるピーターに対し、トゥームスは自身やピーターはトニーの行いから彼のような人間からは目もくれられない存在であることを説く。その直後、バルチャーのウィングスーツが倉庫を崩落させ、ピーターは瓦礫の下に閉じ込められてしまう。恐怖と絶望で泣き出すピーターだが、目の前の水たまりに映る自分の顔を見て再び立ち上がり、瓦礫から抜け出してトゥームスを追う。トゥームスの狙いは、ニューヨークのアベンジャーズタワーから飛行機で運搬されるチタウリの武器などだった。一時はトゥームスが飛行機を乗っ取るが、ピーターの奮闘により戦闘の余波で墜落を始めた飛行機は街への落下を免れる。飛行機墜落後もなお戦うピーターとトゥームス。ピーターを退け飛び立とうとするトゥームスであったが、限界を迎えていたバルチャーのスーツは自爆してしまう。トゥームスを助け出したピーターは、散らばった積荷とトゥームスをウェブで括りつけ、ハッピーへの書き置きを残してその場を去った。
トゥームスが逮捕されたことでリズは転校することになった。ホームパーティー、学力大会、ホームカミングと、幾度となく姿を消して約束を破ったピーターに、リズは「頑張っていることをやり遂げて」と告げ去って行った。リズが務めていた部活のリーダーはミシェル・ジョーンズが引き継いだ。ハッピーは、今回の件でピーターにお礼を言い、彼をアベンジャーズ基地へ招待する。基地でピーターを迎えたトニーは彼の戦いぶりを認め、アベンジャーズの一員として迎えることを提案するが、ピーターは「親愛なる隣人として人々を守る」と辞退する。
ミッド・クレジット。投獄されたトゥームスは、フェリーでの取引相手であり、先に投獄されていたスコーピオン/マック・ガーガンからスパイダーマンの正体を問われるが、「知っていたら、とっくに殺している」と否定する。

## 登場人物・キャスト

### 主な登場人物
ピーター・パーカー / スパイダーマン
演 - トム・ホランド、日本語吹替 - 榎木淳弥
ミッドタウン高校に通う15歳の少年。ニューヨーク・クィーンズのアパートで叔母のメイと同居している。
空港での戦いの成果からトニー製のハイテク・スーツを貰えたことで大きな自信を付けて上機嫌になり、アベンジャーズ入りを目指して私生活との両立に奮闘しながらも自警活動を行っていたが、トニーに認められない日々に次第に不満を募らせていき、やがて私生活と自警活動の双方で失態を繰り返してしまう。
『アイアンマン2』で、ドローンによる攻撃からトニー/アイアンマンによって救われたアイアンマンのマスクを付けた少年が、幼少期のピーター・パーカーであった、とされている。この設定はケヴィン・ファイギは認めておらず、ホランドのみが公認しているが、ジョン・ワッツはピーターが既にMCUの世界に存在していたという設定を重要なものとして捉えている。
エイドリアン・トゥームス / バルチャー
演 - マイケル・キートン、日本語吹替 - 大川透
ウィング・スーツを身に纏った怪人・“バルチャー”として暗躍する本作のメインヴィラン。元々は残骸処理会社の経営者で、『アベンジャーズ』でのニューヨーク決戦の後始末を任されたにもかかわらず、ダメージ・コントロール局の介入により失業してしまい、自分の家族や部下を食わせるためにと、政府に未提出だったチタウリの残骸などを再利用して利益を得ることを思い付き、それ以降は部下たちと共に自身の装着するウィング・スーツやハイテク武器を作り、犯罪者への密売を生業とするようになった。
ヒーローたちや捜査機関に見つからないよう長年暗躍を続け、事業を軌道に乗せていたが、ピーター/スパイダーマンに目をつけられてしまい、数回にわたる彼の妨害によって商売も失敗を繰り返して追い詰められ、スパイダーマンに対する憎悪を募らせていく。
トニー・スターク / アイアンマン
演 - ロバート・ダウニー・Jr、日本語吹替 - 藤原啓治
巨大複合企業“スターク・インダストリーズ”会長にして大富豪の天才発明家兼慈善家。自らが発明したパワードスーツを装着し、“アイアンマン”として戦うアベンジャーズの協同リーダー。本作では、ややシニカルで飄々とした振る舞いはそのままに、幾多の経験からこれまで以上に大人の風格を醸し出すようになり、ピーターへ指導者的、あるいは男親的な存在として厳しく接する。

### ミッドタウン高校
ミシェル・ジョーンズ（MJ）
演 - ゼンデイヤ、日本語吹替 - 真壁かずみ
ピーターのクラスメイトで、学力コンテスト・チーム仲間。少々根暗な一匹狼で、居残り常習犯でもあるが、博識且つ勉強熱心であり、友達はいないと自称している。
ネッド・リーズ
演 - ジェイコブ・バタロン、日本語吹替 - 吉田ウーロン太
ピーターのクラスメイトにして親友である太っちょなギーク。学力コンテスト・チームの一員でもある一般的な高校生。
ひょんなことからピーターがスパイダーマンであることを知ってしまい、それ以降はピーターのサポーター・「イスの男」として活躍する一面も見せていく。
リズ・トゥームス
演 - ローラ・ハリアー、日本語吹替 - 美山加恋
ピーターが恋い焦がれるミッドタウン高校の女生徒のマドンナ的存在。成績優秀な学力コンテスト・チームのリーダー格。前述のとおりエイドリアン・トゥームスの実の娘であるが、父の悪業は知らない。
ユージーン・“フラッシュ”・トンプソン
演 - トニー・レヴォロリ、日本語吹替 - 畠中祐
ピーターのクラスメイトの一人。過去の映画『スパイダーマン』シリーズのフラッシュと異なり、スポーツ部の屈強なジョックの白人ではなくグアテマラ系。金持ちであることを鼻にかけて大口を叩き、ピーターに何かと突っかかる文字通りのいじめっ子である。
エイブラハム・ブラウン
演 - エイブラハム・アター、日本語吹替 - 梶裕貴
学力コンテスト・チームの一員。黒人の学生。
シンディ・ムーン
演 - ティファニー・エスペンセン、日本語吹替 - 伊波杏樹
学力コンテスト・チームの一員。アジア系の学生。シンディ・ムーンはスパイダーバースを中心として活躍が知られるシルクの本名である。
ベティ・ブラント
演 - アンガーリー・ライス、日本語吹替 - 水瀬いのり
ピーターが通うミッドタウン高校のニュースチャンネルのパーソナリティー。スパイダーマンの特集放送を流す。
ジェイソン・イオネッロ
演 - ジョージ・レンデボーグ・Jr、日本語吹替 - 浪川大輔
ピーターが通うミッドタウン高校のニュースチャンネルのパーソナリティ。
ロジャー・ハリントン
演 - マーティン・スター、日本語吹替 - 長野伸二
ミッドタウン高校の学力コンテスト・チームの顧問である、教え子思いの良き教師。
担当俳優のマーティン・スターは『インクレディブル・ハルク』に学生役で出演しており、後にその学生がハリントンであったという設定が明かされている。
アンドレ・ウィルソン
演 - ハンニバル・ビューレス
日本語吹替 - 高桑満
ミッドタウン高校の体育教師で、補習の監督も務める。
モリタ
演 - ケネス・チョイ、日本語吹替 - 遠藤大智
ミッドタウン高校の校長。
『キャプテン・アメリカ/ザ・ファースト・アベンジャー』に、同じケネス・チョイが演じる、瓜二つの祖父ジム・モリタが登場する。

### スパイダーマンの関係者
カレン
声 - ジェニファー・コネリー、日本語吹替 - 井上喜久子
スパイダーマンのハイテク・スーツに内蔵されていたAI。
メイ・パーカー
演 - マリサ・トメイ、日本語吹替 - 安藤麻吹
ピーターの叔母にして育ての親。旧シリーズに比べてかなり若い。ピーターを実の子同然にいつも気にかけ、愛情をもって接する。

### バルチャーの関係者
ハーマン・シュルツ / ショッカー（二代目）
演 - ボキーム・ウッドバイン、日本語吹替 - 諏訪部順一
トゥームスの部下で、開発された武器の売り渡しを担当する。粛清されたブライスに代わって“ショッカー・ガントレット”を引き継ぎ二代目“ショッカー”になる。
フィニアス・メイソン / ティンカラー
演 - マイケル・チャーナス、日本語吹替 - 山本満太
トゥームスの部下で、その腕を振るい、回収されたチタウリやウルトロンの残骸を再利用したさまざまなハイテク武器の開発と、回収作業における現地情報のナビゲーションを担当している。
ジャクソン・ブライス / ショッカー（初代）
演 - ローガン・マーシャル＝グリーン、日本語吹替 - 浪川大輔
トゥームスの部下で、シュルツと共に開発された武器の売り渡しを担当し、最初にショッカー・ガントレットを使用していた男。
マック・ガーガン
演 - マイケル・マンド、日本語吹替 - 青山穣
トゥームスの取引相手である、多数の犯罪歴を持つ殺人鬼で、首元にサソリの刺青を掘っている。
なお、原作においてはスコーピオンと呼ばれるヴィランで、後にヴェノムにもなったキャラクターの本名である。
ドリス・トゥームス
演 - ガーセル・ボヴェイ、日本語吹替 - 水神のりこ
エイドリアン・トゥームスの妻でリズの実母。娘と同様に夫の悪事については何も知らない。

### アイアンマンの関係者
ハロルド・“ハッピー”・ホーガン
演 - ジョン・ファヴロー、日本語吹替 - 大西健晴
『アイアンマン3』以来の登場となるトニーの運転手兼親友で、本作ではピーターのお目付け役兼アベンジャーズ・タワーの引っ越しの管理を行っている。だが引っ越しが忙しいせいもあり、これまでに比べて少々無愛想になっており、そのためか、ピーターの活動報告も煙たがっており、彼に対してもかなり冷たく接してしまう。
ヴァージニア・“ペッパー”・ポッツ
演 - グウィネス・パルトロー、日本語吹替 - 岡寛恵
ハッピーと同じく『アイアンマン3』以来の登場となる、スターク・インダストリーズ現CEOにしてトニーの恋人。『シビル・ウォー』で、トニーとは別居し距離を置いていることが語られたが、本作では関係が改善されたことがうかがえる。
F.R.I.D.A.Y. （フライデー）
声 - ケリー・コンドン、日本語吹替 - 安井絵里
トニー専用のサポートAI。
スティーブ・ロジャース / キャプテン・アメリカ
演 - クリス・エヴァンス、日本語吹替 - 中村悠一
第二次世界大戦末期に母国アメリカを救って消息を絶ち、70年後の現代に蘇った伝説の超人兵士で、アベンジャーズの元共同リーダー。ミッドタウン高校の教育実習ビデオ内の映像にて登場する。
この他にも、序盤のピーターの自撮りシーンにてブラック・ ウィドウ、ウォーマシン、ブラックパンサー、アントマン（ジャイアントマン）がピーターの遠方からの視点で登場する。

### その他
アン・マリー・ホーグ
演 - タイン・デイリー、日本語吹替 - 西宏子
ダメージ・コントロール局の長官。ニューヨーク決戦後にチタウリ関連の残骸を押収するなど、ヒーローとヴィランの戦いで生じた危険物の回収や破壊された街の復興業務を執り行っている。
フォスター
演 - ゲイリー・ウィークス
日本語吹替 - 川原元幸
ダメージ・コントロール局のエージェント。ホーグに同伴する。
デルマー
演 - ヘムキー・マデーラ、日本語吹替 - 内田紳一郎
クイーンズで食品雑貨屋を営む壮年男性で、愛猫の“マーフ”を飼っており、ピーターとも親しい。イタリア語も話し、娘がいるらしい。
クレヴ
演 - ザック・チェリー、日本語吹替 - かぬか光明
クイーンズの道路で、ワゴンカーで食品を販売していた男。自警活動中のピーター/スパイダーマンを見つけ、彼にバク宙の披露をねだる。
アーロン・デイヴィス
演 - ドナルド・グローヴァー、日本語吹替 - 渡邉隼人
バルチャーの一味と武器の取引を行った、窃盗の前科を持つ男性。
なお、アルティメット・スパイダーマンにおけるアーロンはプロウラーと呼ばれるヴィランである。また作中でピーターとの会話に登場した「クイーンズに住んでいる甥」とは、アルティメット・スパイダーマンで二代目スパイダーマンとなるマイルズ・モラレスの事である。
ゲーリー
演 - スタン・リー、日本語吹替 - 高桑満
クイーンズに住む老人。序盤でピーターが車泥棒と勘違いして捕らえた男の近隣住民として登場する。

## 設定・用語

### ヒーローの装備
スパイダーマンのツール
トニーから譲渡された“ハイテク・スーツ”と“ウェブ・シューター（トニー・スターク製）”のほかにも、自作の“ホームメイド・スーツ”と“ウェブ・シューター（ピーター・パーカー製）”、“スパイダー・ドローン”を装備・駆使する。また、物語序盤のピーターの自撮りシーンで“ハイテク・ケース”が、物語のラストには“アイアン・スパイダー・スーツ”も登場する。

アイアンマン・アーマー
トニー・スターク/アイアンマンが装着するパワードスーツ。本作ではマーク47を使用するが、出番は少ない。また、クライマックスに登場した輸送機にはマーク42と同デザインのアーマーが積んであった。

### ヴィランの装備・アイテム・車両
本項で紹介するものはハンドガンと車両を除き、フィニアス・メイソン/ティンカラーによって、地球外生命体や最新ロボットといったヴィランらの残骸及びダメージ・コントロール局管理下の物資などを材料にして改良・開発された武器やツールである。
バルチャーのツール
トゥームス/バルチャー専用の“バルチャーのエグゾスーツ”と、“マター・フェーズ・シフター”、“真空密封シール”、後述の“ブラスター”を装備・駆使する。

ショッカーのツール
ブロック・ラムロウ/クロスボーンズのメカニカル・ガントレットを回収・改良した“ショッカー・ガントレット”と、後述の“ブラスター”を装備・駆使する。

トーチランプ
鋼やコンクリートを容易に焼き切るレーザーを放つ溶接機。
反重力銃
浴びせた対象を引き寄せたり、浮き上げる反重力波を放つ特殊銃。
ブラスター
強力なブラストを発砲するビームガン。劇中では、ブライスが使用したものと、トゥームスが使用したものが登場した。
ハンドガン
- SIG SAUER P229 - トゥームスやシュルツが使用するほか、ダメージ・コントロール局のエージェントたちも持ち構えている。
- グロック17&グロック19 - シュルツが使用するほか、前者はFBIの捜査官たちも使用している。

車両
- フォード・Eシリーズ

- エコノライン（1997年モデル）
- スーパーデューティー（2003年モデル）

- フォード・Fシリーズ（7代目）

### その他のアイテム・テクノロジー・ビークル
カレン
ハイテク・スーツに内蔵された、スーツ着用者のサポート用インタラクティブUI。起動してからピーターが一度ハイテク・スーツを没収されるまで、ピーターの良きアシスタントにして話し相手となる。
チタウリのエナジー・コア
“ニューヨーク決戦”でチタウリが残した武器などにパワー源として使われていた紫色の小石。
F.R.I.D.A.Y. （フライデー）
トニー専用のサポートAI。
Dum-E（ダミー）
トニーの発明品のロボットアーム。
その他の銃器
ハンドガン
- ステアー M9-A1
- ベレッタ 92FS

ショットガン
- モスバーグM500

ライフル
- M16A4

スピリット・オブ・アメリカ号
ニューヨーク市マンハッタン区とスタテン島を結ぶスタテン島フェリーの一隻。
ステルス輸送機
スターク・インダストリーズが保有する輸送機。
その他のビークル
車両
- ジャガー・XJ6シリーズIII - トゥームスの愛車として登場する。
- ベントレー・ミュルザンヌ - ハッピーが業務で運転する。
- アウディ・TT S ロードスター（3代目） - フラッシュが父親から借りたオープンカーとして登場し、クライマックスでスパイダーマン（ピーター）に強引に奪われた挙句、横転する。
- フォード・トーラス（初代） - デイヴィスの愛車として登場する。
- ボルボ・244 - メイの愛車として登場する。
- アウディ・R8 スパイダー 5.2FSIクワトロ - トニーの愛車として登場する。
- アウディ・A8（4代目） - 終盤、ハッピーが業務で運転する。
- MTV - ダメージ・コントロール局のトラックとして登場する。

ミッドタウン高校のスクールバス
- フレイトライナー  FS-65
- Thomas Built Saf-T-Liner FS-65

航空機
- ガルフストリーム G650 - スターク・インダストリーズのビジネスジェットとして登場し、アベンジャーズの内乱時にピーターがハッピーと共に本機でドイツに赴いたことが冒頭で描写される。
- ユーロコプター エキュレイユ - ワシントンD.C.警察のヘリコプターとして登場する。

### 組織・地域・施設

#### 行政機関
ダメージ・コントロール局（DODC）
スターク・インダストリーズとアメリカ政府が共同で設立した機関で、“DODC”とは“D”epartment “o”f “D”amage “C”ontrolの略称。超人たちによる被災地の後始末や整備、残されたヴィランの武装やビークルといったテクノロジーの回収・管理を行う。

#### アメリカ合衆国
ニューヨーク州
クイーンズ区
ミッドタウン高校
ピーターや彼の友人である同級生たちが在籍し、本作の主な舞台の一つとなる理工科高校。
デルマーの食品雑貨屋（Delmar's Deli-Grocery）
デルマーが営む地元の街角の食品雑貨屋。ピーターはこの店を「この街一美味いサンドイッチ屋」と評していつもサンドイッチを買い、デイヴィスも行きつけの店としているようである。だがピーターとアベンジャーズのヒーローのお面を被ったATM強盗団との戦いの余波の巻き添えとなり、店内は焼け焦げてしまう。
クイーンズ・コミュニティ・バンク（Queens Community Bank）
地域金融機関。この銀行の出張所で、アベンジャーズのヒーローのお面を被ったATM強盗団がATM1台を焼き切り、ピーターと対戦。しかしATM強盗団は逃走してしまう。
ブルックリン区
旧工業地区
バルチャーの一味が拠点とする工場を構えていた地区。トゥームスらはこの工場でハイテク武器の開発を行なっていた。最終的にトゥームスが自身を止めに現れたピーターを倒すために、バルチャーのエグゾスーツを遠隔操作して、工場内の支柱を全て破壊したことで壊滅する。
コニーアイランド
ブルックリン南端の地区。クライマックスで、ここの砂浜が制御不能となった輸送機の墜落場所及び、ピーターとトゥームスの最後の対決の場となる。
アベンジャーズ・タワー
かつてアベンジャーズの本部施設であった、ニューヨークのグランド・セントラル駅の北側に隣接する超高層ビル。
アベンジャーズ・コンパウンド
ニューヨーク州北部に構えられている、アベンジャーズの拠点である基地施設。本作では終盤にのみ登場し、周辺施設が増築されたことがうかがえる。
メリーランド州
ワシントンD.C.に隣接する州。ここの車道で、物資を輸送中のダメージ・コントロール局のトラックを狙うトゥームスと、妨害に現れたピーターの対決が展開される。
ワシントンD.C.
厳重保管施設
ダメージ・コントロール局の施設。トゥームスとの戦闘でコンテナに閉じ込められたピーターはここに辿り着いてしまう。
ワシントン記念塔
ナショナル・モールにそびえ立つ、巨大オベリスク。ミシェルはこの塔を「詐取して建てられた塔は称賛できない」と嘯いていた。物語の中盤では、この塔の傍らの会場で全米学力コンテストが開催され、ミッドタウン高校のチームが見事に優勝し、その後ミシェルを除いたチームの面々が塔内部を見学するが、ネッドが持っていたエナジー・コアがX線を浴びせられたことで暴発し、彼らが乗った塔のエレベーターを破壊。ネッドたちは閉じ込められたが、間一髪で駆けつけたピーターの身体を張った行動で皆無事に救出される。

#### インド
ニューデリー
デリー連邦直轄地の行政区の一つ。トニーは普段の仕事でこの地を訪ねていた合間に、アイアンマン・アーマー マーク47を遠隔操作してニューヨークへ送り、トゥームスの手で水没したピーターを救って、彼にあまり危険な行為をしないよう通信で注意する。

## 製作
2015年2月9日、ソニー・ピクチャーズとマーベルスタジオのパートナーシップ締結が発表され、『スパイダーマン』のキャラクターを『マーベル・シネマティック・ユニバース』シリーズとシェアする事が決定し、同時にスパイダーマンを主人公に据えたMCU作品としての再リブートシリーズの準備に入っていることが明かされた。また、ケヴィン・ファイギとエイミー・パスカルが製作を務めると発表された。ファイギがスパイダーマンの映画製作に関わるのは、2007年の『スパイダーマン3』以来となる。
主演俳優の候補には、ナット・ウルフ、エイサ・バターフィールド、トム・ホランド、ティモシー・シャラメ、リアム・ジェームズらの名前が上がっていた。プロデューサーたちは1,500名以上の少年たちと会った結果、トム・ホランド、エイサ・バターフィールド、ジュダ・ルイス、マシュー・リンツ、チャーリー・プラマー、チャーリー・ロウの6名に絞り込んだ。2015年6月23日、ホランドが本作の主役を演じると発表された。
監督の候補として、ドリュー・ゴダード、ジョナサン・レヴィン、ジェイソン・ムーア、ジョン・フランシス・デイリー、ジョナサン・ゴールドスタイン、セオドア・メルフィ、ジャレッド・ヘス、ジョン・ワッツらの名前が上がっていた。2015年6月23日、ジョン・ワッツが本作の監督を務めると発表された。
脚本はジョナサン・ゴールドスタイン、ジョン・フランシス・デイリー、ジョン・ワッツ、クリストファー・フォード、クリス・マッケーナ、エリック・ソマーズが執筆した。マイケル・ジアッチーノがスコアを手がけている。
2016年6月20日、本作の撮影が開始された。撮影はジョージア州アトランタやニューヨーク州ニューヨークで行われた。同年10月2日、撮影を終了した。その後、ベルリンで追加撮影が行われた。

## 主題歌
- ラモーンズ「Blitzkrieg Bop」
- 関ジャニ∞「Never Say Never」[29]（日本語吹替版主題歌）

## Blu-ray/DVD
ソニー・ピクチャーズ エンタテインメントよりBlu-ray DiscとDVD、UHDが発売。
- Blu-ray
  - スパイダーマン：ホームカミング　ブルーレイ＆DVDセット　品番：BRBO-81557　発売日：2017年12月20日
  - スパイダーマン：ホームカミング　4K ULTRA HD＆ブルーレイセット　品番：UHB-81167　発売日：2017年12月20日
  - スパイダーマン：ホームカミング IN 3D【初回生産限定】　品番：BRDL-81167　発売日：2017年12月20日
  - スパイダーマン：ホームカミング　プレミアムBOX （2D＋3D＋4K ULTRA HDブルーレイ）(村田雄介描き下ろし 日本限定B3ポスター封入)【3,000セット限定】　品番：BRSL-81729　発売日：2017年12月20日

## 公開
アメリカ合衆国での公開日は2017年7月28日が予定されていたが、その後、2017年7月7日へと繰り上げられた。
日本では2017年8月11日に公開された。公開に先駆け7月27日には吹き替え版主題歌とジャパンアンバサダーを務める関ジャニ∞をゲストに招いた日本語吹き替え版の試写会が行われ、8月7日には主演のトム・ホランドと監督のジョン・ワッツを招いてのジャパンプレミアが開催された。MCU作品において二作連続で主演キャストと監督が来日したのは今回が初めてのことである。公開初日には関ジャニ∞のメンバーが登壇しての初日舞台挨拶が行われた。本作は興行収入で27億円を稼ぎ（DVD&ブルーレイデータ2018年1月号調べ）、この金額は(2018年時点)日本におけるMCU興行収入としては3位であり（1位が35億円の『アベンジャーズ』、2位が32億円の『アベンジャーズ/エイジ・オブ・ウルトロン』）、単体タイトル作品としては1位である（2位は26億円の『シビル・ウォー キャプテン・アメリカ』、3位が25億円の『アイアンマン3』）。

## 他のMCU作品とのタイ・イン
- バルチャーの武器密造のきっかけとなったニューヨーク決戦は『アベンジャーズ』での出来事である。『アベンジャーズ/エンドゲーム』にてニューヨーク決戦は2012年の出来事とされており、これに従うと本作の年号は2020年となるものの、本作の数ヶ月前の物語である『シビル・ウォー/キャプテン・アメリカ』において「（ニューヨーク決戦で）アベンジャーズが活動を開始して4年」とサディアス・ロスが明言していることから、本作の年号が2016年となって辻褄が合わず大きな矛盾が生じている。しかし2018年に、マーベル・スタジオズが改めて行った『MCU』の時系列の正式発表と、書籍『マーベル・スタジオズ：ザ・ファースト・テン・イヤーズ』に明記された時系列によって本作は、『アベンジャーズ』の4年後に訂正された[32]。
- ピーターが撮影したドイツでの戦いは、『シビル・ウォー』での出来事である。また、キャプテン・アメリカは同作での行いにより、ソコヴィア協定に違反したとして、戦犯扱いされている。
- ミッドタウン高校の校長のモリタは『キャプテン・アメリカ/ザ・ファースト・アベンジャー』に登場したキャプテン・アメリカの戦友ジム・モリタの子孫であり、両者ともケネス・チョイが演じている。
- 『シビル・ウォー/キャプテン・アメリカ』においてラムロウの自爆に伴って彼が装備していたアーマーは消失したが、キャプテン・アメリカとの戦闘中に外されて落とした右腕側のガントレットが、今作で“ショッカーガントレット”に改良されて登場する。